# Sestrže
Sestrže is een plaats in Slovenië en maakt deel uit van de gemeente Majšperk in de NUTS-3-regio Podravska. De plaats telde 309 inwoners op 1 januari 2020.